# Hay (Australië)
Hay is een plaats in de Australische deelstaat New South Wales en telt 2692 inwoners (2001).